# Lo Zoo di 105 Compilation Vol. 7
Lo Zoo di 105 Compilation Vol. 7 è la settima compilation dell'omonimo programma radiofonico, pubblicata il 26 giugno 2012.

## Tracce[1]

### CD 1 (mixato da Pippo Palmieri)
1. Sigla Zoo by DJ Matrix - Voglio ascoltare lo Zoo (Remix) – 1:43 (DJ Matrix)
2. Can't Stop Me – 5:45 (Afrojack & Shermanology)
3. Beat On My Drum (Gabry Ponte Club Mix) – 4:46 (Gabry Ponte feat. Pitbull and Sophia del Carmen)
4. Atom – 4:50 (Nari & Milani)
5. Soul Heaven – 4:00 (Chris Melin)
6. Calling (Lose My Mind) – 6:10 (Sebastian Ingrosso + Alesso feat. Ryan Tedder)
7. Puntini Puntini – 5:12 (DJ Matrix)
8. Crazy Love – 3:50 (Kaiia vs. Manilla Maniacs)
9. Wake Me Up – 6:44 (DJ Spyne & Pippo Palmieri)
10. Crazy (Wild World) – 3:53 (Daddy's Groove feat. Skin)
11. Happiness (Electro Mix) – 6:02 (Denny Berland feat. Dawn Tallman)
12. Tacatà – 3:51 (Tacabro)
13. Mama Lover – 4:34 (Serebro)
14. No More Regrets – 4:00 (MattD!)
15. Party – 3:40 (Red Touch feat. T. Bell)
16. All About You (Simon From Deep Divas Remix) – 5:14 (Christian Vlad & Vincent Lupo)
17. Canaglia – 2:55 (Gibba)

### CD 2 (mixato da DJ Spyne)
1. Sigla Zoo by DJ Matrix - Voglio ascoltare lo Zoo (Remix) – 1:40 (DJ Matrix)
2. The Night Out (Madeon Remix) – 4:35 (Martin Solveig)
3. Endless Summer – 4:13 (Oceana)
4. Show Me Love 2k12 (Bodybangers Remix) – 3:35 (Sean Finn)
5. Call Me A Spaceman – 6:03 (Hardwell feat. Mitch Crown)
6. Tutti fanno i DJ (Paolo Ortelli vs. Degree Extended) – 5:26 (Spankers vs. Coma Familia)
7. Let Me Give You More – 4:23 (Molella)
8. Too Right To Be Wrong (Denny Berland Rmx) – 5:07 (Fear Of The God)
9. Drink – 4:54 (Lil Jon feat. LMFAO)
10. Non fa ridere – 3:00 (Il gheggo)
11. Silhouettes – 3:35 (Avicii)
12. Ode To The Bouncer (Feng Shui Remix) – 5:25 (Studio Killers)
13. Let It Go (Laidback Luke Remix) – 5:28 (Dragonette)
14. Voilà Voilà – 4:59 (The Cube Guys)
15. Because Of U – 6:50 (Feng Shui feat. Max C)
16. Cin Cin – 4:43 (Sopreman)
17. Balada (Tchê Tcherere Tchê Tchê) (Axento Remix) – 3:12 (Gusttavo Lima)